# Фу Баоши
Фу Баоши́ (кит. 傅抱石, пиньинь Fù Bàoshí, 5 октября 1904 — 29 сентября 1965) — китайский художник, теоретик искусства времен Китайской Народной Республики.

## Биография
Его родители происходили из уезда Синьюй провинции Цзянси, но сам он родился в 1904 году уже в месте размещения властей Наньчанской управы и провинциальных властей. Семья была бедной, поэтому в 9 лет он уже работал подмастерьем в фарфоровой лавке. Рядом были скамейка с изображениями гор и мастерская по изготовлению печатей, куда его постоянно тянуло. Наблюдая за работой других и подражая им, будущий художник научился рисовать и резать печати. В 1921 году с помощью учителя начальной школы он смог поступить на вечернее отделение педагогического училища и закончить его. В 1932 году, когда Сюй Бэйхун посетил Наньчан, Фу Баоши показал ему свои работы. Они произвели впечатление, молодой человек удостоился похвалы и был рекомендован официальным лицам провинции. В результате Фу Баоши смог поехать на учебу в Японию в 1933 году. Здесь он был зачислен в императорское Училище искусств на отделение скульптуры и истории искусства. Дополнительно художник изучал китайскую живопись, поскольку в Японии было множество её образцов. В 1935 году прошла его персональная выставка в Токио (Япония).
В 1936 году Фу Баоши вернулся в Китай и преподавал на факультете изобразительных искусств в Центральном государственном университете. Во время японско-китайской войны университет переехал в Чунцин (провинция Сычуань), профессору Фу Баоши, что жил за несколько километров от университетского корпуса, чтобы провести занятия, зачастую приходилось преодолевать расстояние пешком. Дорога пролегала вдоль реки Цзялин, где горы то поднимаются, то опускаются, а лес густой и темный. При встречи зимы и весны вся река затягивалась дымкой тумана, в котором то появлялись, то исчезали деревья. Эти поэтические пейзажи существенно повлияли на живопись Фу Баоши. В 1945 году проходит персональная выставка художника в Чунцине.
После 1949 года Фу Баоши преподавал в педагогическом училище Нанкина как профессор изящных искусств и занимал пост ректора Института китайской живописи Цзянсу. В 1957 году ему пришлось посетить Западную Европу, а в I960 году Фу Баоши, вместе с другими художниками Цзянсу проехал около десяти тысяч километров по шести провинциях, чтобы увидеть и изобразить их жизнь. Его восприятие значительно расширилось, а картины стали более героическими и выразительными. Умер Фу Баоши в Нанкине 29 сентября 1965 года.

## Творчество
Главными темами работ Фу Баоши является пейзаж, изображения разных уголков Китая. В то же время он также работал в портретном жанре. Героями его картин часто были исторические или мифические лица. При работе над фигурами людей этот живописец использовал или тонкие и сильные, легкие и элегантные «штриховые линии». Исторические личности на его картинах выполнено в стиле маньеризма, характерного для периодов Цзинь и Тан, они имеют при этом романтичный и свободный аромат модернизма. Пейзажи примечательны удачным использованием методов «наплесканой туши» и «накапанной туши», что указывает на влияние Юань Цзи. Известными картинами Фу является: «Прогулка красавиц», «Госпожа Сян», «Ущелье Силин», «Ночь, когда кричали птицы, заходил Месяц и стоял холод».

## Теория искусства
В 1929 году Фу Баоши написал эссе «Эволюция китайской живописи». В дальнейшем его научные труды были посвящены анализу работ известных китайских художников, начиная с Гу Кайчжи и заканчивая Шитао.